# 2011年芬蘭議會選舉
2011年芬蘭議會選舉在2011年4月17日舉行。提前投票在芬兰国内于4月6日至12日舉行，在国外于4月6日至9日举行，提前投票的投票率約31.2%。
因為芬蘭能影響歐盟透過歐洲金融穩定基金援助受歐洲主權債務危機與政府垮台影響的葡萄牙的決策，讓本次選舉倍受矚目。傳統三大黨（民族聯合黨、中間黨、芬蘭社會民主黨）在民調中的膠著和正统芬兰人党（或译为真芬兰人党，下称真芬党）的驚人崛起也炒熱了選前的氣氛。
民粹主義的正统芬兰人党在本次選舉中崛起，與三大黨進行肉搏戰，而其他芬蘭本土的議會政黨則失去民意支持。民族聯合黨首度成為國會第一大黨。 本屆投票率從前次的67.9%增長至70.5%，而貪汙醜聞也造就了本次的反現任投票。以中間黨為首，包含民族聯合黨、綠色聯盟、芬蘭瑞典族人民黨的執政聯盟以兩席差距失去多數地位，中間黨籍總理瑪麗·基維涅米表示該黨將擔任反對黨。
現任總理、民族聯合黨黨魁于爾基·卡泰寧籌組新內閣。在籌組會談中，正统芬兰人党表示若政府接受援助葡萄牙，將退出執政聯盟。卡泰寧持續與社民黨、左翼联盟、綠色聯盟、芬兰基督教民主党、芬蘭瑞典族人民黨談判。但在6月1日，社民黨與左翼联盟因經濟政策上的分歧退出會談，導致協商陷入膠著。卡泰寧確認將出任總理一職後重啟協商，但在當時還無法確認執政聯盟成員。由於綠色聯盟反對與民聯黨、中間黨、基民黨共組政府，卡泰寧為了避免出現少數政府，在6月10日宣布將重回原來的六黨協商，表示「這是唯一可能的聯盟」。 6月17日，六黨同意組成執政聯盟。民聯黨、社民黨各取得六席部長職位，左盟、綠盟、和瑞典族人民黨各有兩席部長，基民黨則獲一席。六黨在6月17至20日宣布部長人選。6月22日，卡泰寧當選總理。

## 背景
2010年6月，當時的芬蘭總理馬蒂·萬哈寧表示他將辭去總理與中間黨黨魁。6月11日至13日的中間黨黨大會，公共行政與地方政府部長瑪麗·基維涅米當選新任黨魁。萬哈寧數日後辭去總理，基維涅米繼任，成為芬蘭第二位女總理。
當時執政內閣考慮提出新憲法，內容包括第三款第一段的的爭議句：「芬蘭是歐盟成員」。據推測，現任政府可能在大選前完成新憲法，但為了通過修改憲法，將需要下一屆議會的支持。

### 選舉方式
200席國會議員透過比例制的漢狄法選出。政黨間可組成選舉聯盟，但因議會政黨正準備提出不包含選舉聯盟的選舉改革，因此在這次選舉中主要政黨未合組聯盟。
芬蘭全國分為15個選區（奧蘭群島是唯一一個單一席次選區，同時也有獨立的政黨系統）。
|                            | 地圖           | 選區 | 代碼 | 議員席次 |
| -------------------------- | -------------- | ---- | ---- | -------- |
|                            | 赫爾辛基選區   | 01   | 21   |          |
|                            | 新地選區       | 02   | 35   |          |
|                            | 芬兰本部选区   | 03   | 17   |          |
|                            | 薩塔昆塔選區   | 04   | 9    |          |
|                            | 奧蘭群島選區   | 05   | 1    |          |
|                            | 海梅選區       | 06   | 14   |          |
|                            | 皮尔坎马选区   | 07   | 18   |          |
|                            | 屈米選區       | 08   | 12   |          |
|                            | 南薩沃選區     | 09   | 6    |          |
|                            | 北薩沃選區     | 10   | 9    |          |
|                            | 北卡累利阿選區 | 11   | 6    |          |
|                            | 瓦薩選區       | 12   | 17   |          |
|                            | 中芬蘭選區     | 13   | 10   |          |
|                            | 奧盧選區       | 14   | 18   |          |
|                            | 拉普蘭選區     | 15   | 7    |          |
| 來源（页面存档备份，存于） |                |      |      |          |

在經歷2008年地方選舉問題纏身的電子投票後，司法部在2010年1月宣布本次選舉將不使用電子投票，但將監控國際地區發展線上投票。

### 競選資金
這次是2009年5月生效的候選人選舉資金法以及2010年政黨法修正案以來的首次選舉。這兩項法律授權揭露競選資金和費用的來源。每位候選人與政黨必須公開資金來源。候選人必須提交公開報告給國家審計處，列出所有用在競選上超過價值1,500歐元的捐獻來源。資金包括候選人個人的資產、競選的借貸、來自個人或團體的捐獻。候選人禁止皆收超過價值1,500歐元的匿名捐獻。

## 卸任議員
前總理馬蒂·萬哈寧擔任芬蘭家庭企业協會（Finnish Family Firms Association）執行長，不參與本次選舉。
儘管民聯黨籍議長绍利·尼尼斯托在2007年選舉創下最高票數，但決定不投入本屆選舉。他將代表民族聯合黨參選2012年總統大選。
共有38名議員不參選爭取連任。

## 競選政黨
芬蘭共有17組已登記政黨（政黨必須得到超過5,000名選民連署，才可獲得司法部認可成為登記政黨）。 當時共有8組議會政黨：中間黨、民族聯合黨、芬蘭社會民主黨、左翼联盟、綠色聯盟、芬蘭瑞典族人民黨、芬兰基督教民主党和正统芬兰人党。奧蘭群島議員在議會加入瑞典族人民黨黨團。
有9組政黨沒有議會席次：芬蘭共產黨、芬蘭老年公民黨（Senior Citizens' Party of Finland）、共产主义工人党－争取和平与社会主义、芬蘭工人黨、独立党（Independence Party）、为了穷人（For the Poor）、海盜黨（Pirate Party）、变革2011（Change 2011）、自由黨（Freedom Party）。

### 黨大會
中間黨、民聯黨、社民黨和綠盟分別在2010年五、六月舉行黨大會，選出選舉領袖與批准競選宣言。左盟黨魁在2009年因歐洲議會選舉失利辭職，同年舉行黨大會選出新任黨魁帕沃·阿尔欣迈基。
瑪麗·基維涅米在6月12日當選中間黨黨魁。中間黨在北芬蘭支持度遠高於其他地區：2007年該黨在奧盧、拉普蘭兩選區得票率高達43%，相較之下全國得票率為23.1%。2003年該黨在兩選區的支持度更高。 做為黨職頂點的黨魁由南芬蘭人出任，讓許多北部支持者感到不滿；一位地方政黨幹部警告許多北部中間黨支持者可能轉向支持真芬黨。
民聯黨在6月12日進行黨魁改選，當時的財政部長于爾基·卡泰寧在綠色和平組織的抗議活動中贏得選舉。
綠盟在5月22與23日舉行黨大會。綠盟強調環境的重要性，並將同性婚姻和增加對外援助設為政黨目標。

## 競選活動

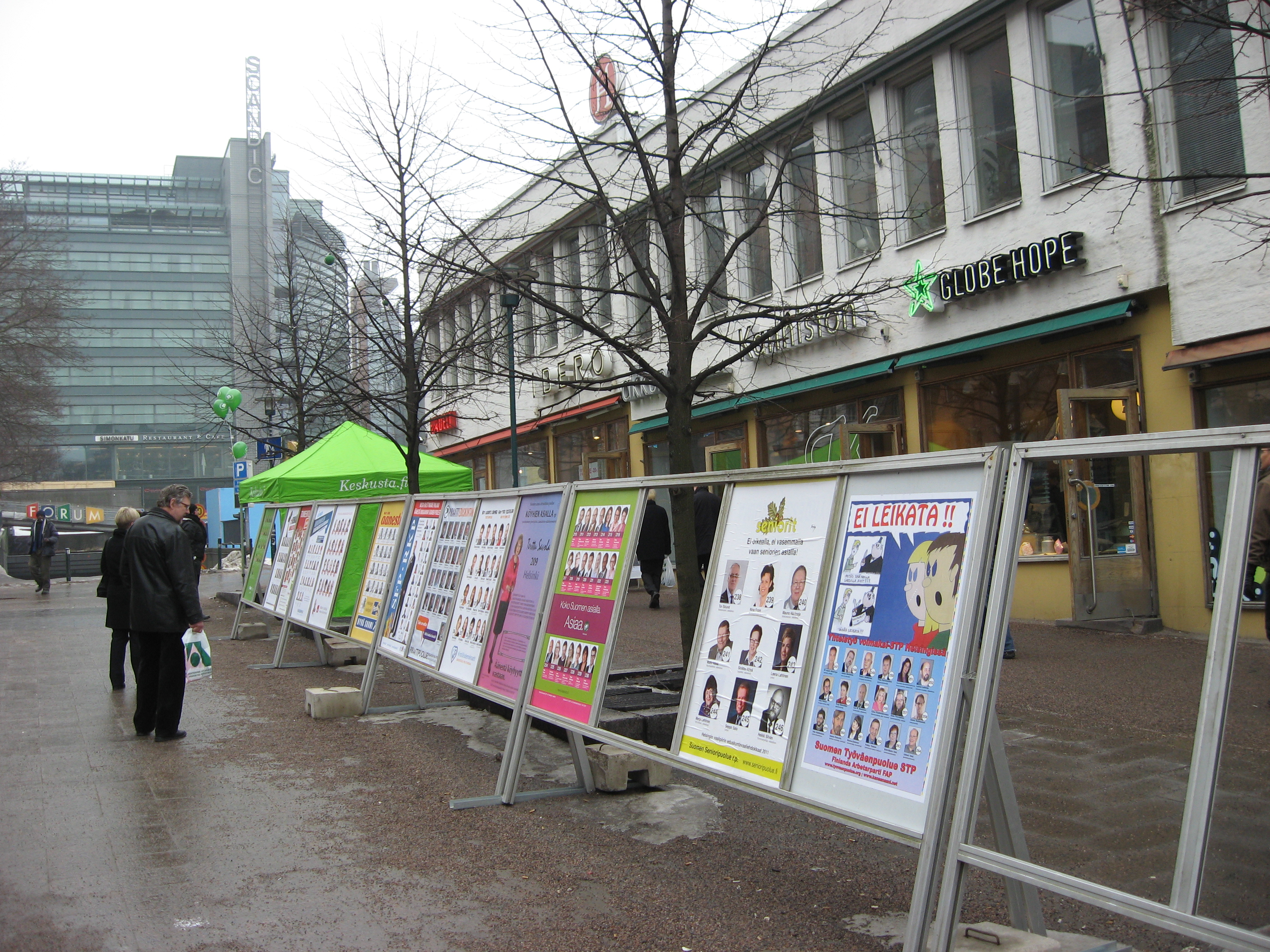
位於赫爾辛基市中心的官方海報架展是各候選人與抽籤配得的候選人號碼。

中央黨議會黨團主席蒂莫·卡利（Timo Kalli）爆發競選資金醜聞，他在2009年5月承認未公布2007年的匿名選舉資金。 這被認為是促進反現任風潮的事件之一。在媒體調查下，未揭露資金捐獻人是許多議員的共同手法，且不會遭到芬蘭法律處分。媒體的調查集中在一組由企業家組成的團體，曾資助許多高知名度執政/反對黨政治人物。進一步調查顯示，許多接受該團體捐獻的政治人物沒有登記款項或是紀載明確金額。調查顯示，當時的總理馬蒂·萬哈寧也是集團資助的受益者。儘管集團中其中一人希望能建造全國最大的購物商場並得到萬哈寧支持，但遭到民意反對，顯示他可能受到其他人士影響。 這些事件被認為對真芬黨有利。
歐洲主權債務危機是選舉中另一項重要議題，尤其在4月6日（提前投票第一天）葡萄牙向歐盟提出紓困申請之後。根據民調，將近60%芬蘭民眾反對芬蘭參與歐盟紓困債務國家。 執政聯盟四黨（中間黨、民聯黨、綠盟、瑞典族人民黨）支持芬蘭參與歐盟紓困行動，而四組反對黨（社民黨、左盟、基民黨、真芬黨）反對。這項議題讓索伊尼成為最注目的反對黨領袖。 索伊尼也表示，真芬黨不會加入任何支持擔保歐盟債務危機國家的聯合政府。他表示他們的危機是歐盟失敗的後果。 財政部長卡泰寧表示對葡萄牙紓困「只會發生在葡萄牙議會通過比造成提前議會大選的失敗方案更為嚴苛的緊縮手段。這項計畫必須十分嚴格，否則就沒有意義。必須比之前未通過的方案更加嚴格、更加全面。」 儘管如此，民聯黨認為紓困案會對芬蘭有利。 該黨與中間黨支持在歐盟主導下的紓困，但真芬黨、社民黨反對。 真芬黨表示歐元區內的「揮霍者」造成芬蘭納稅人不公平的負擔，並指出芬蘭在1990年代爆發金融危機時沒有其他國家援助。《赫爾辛基日報》將這事件解讀為增加選舉的「混亂」和複雜度。 芬蘭選舉對於歐盟紓困案的影響，使得國際投資者擔憂「非常可能新的芬蘭政府和議會將不同意現任政府的承諾，即支持葡萄牙和同意永久與暫時的危機機制」，另外這場選舉對葡萄牙紓困案是勝負各半的機會，因為紓困案需要各國一致同意。 也有人質疑為何芬蘭是歐元區中唯一一個需要議會批准紓困案的國家。 若是新芬蘭執政當局選擇不參加紓困，將進一步引起對歐元區維持金融穩定能力的質疑。

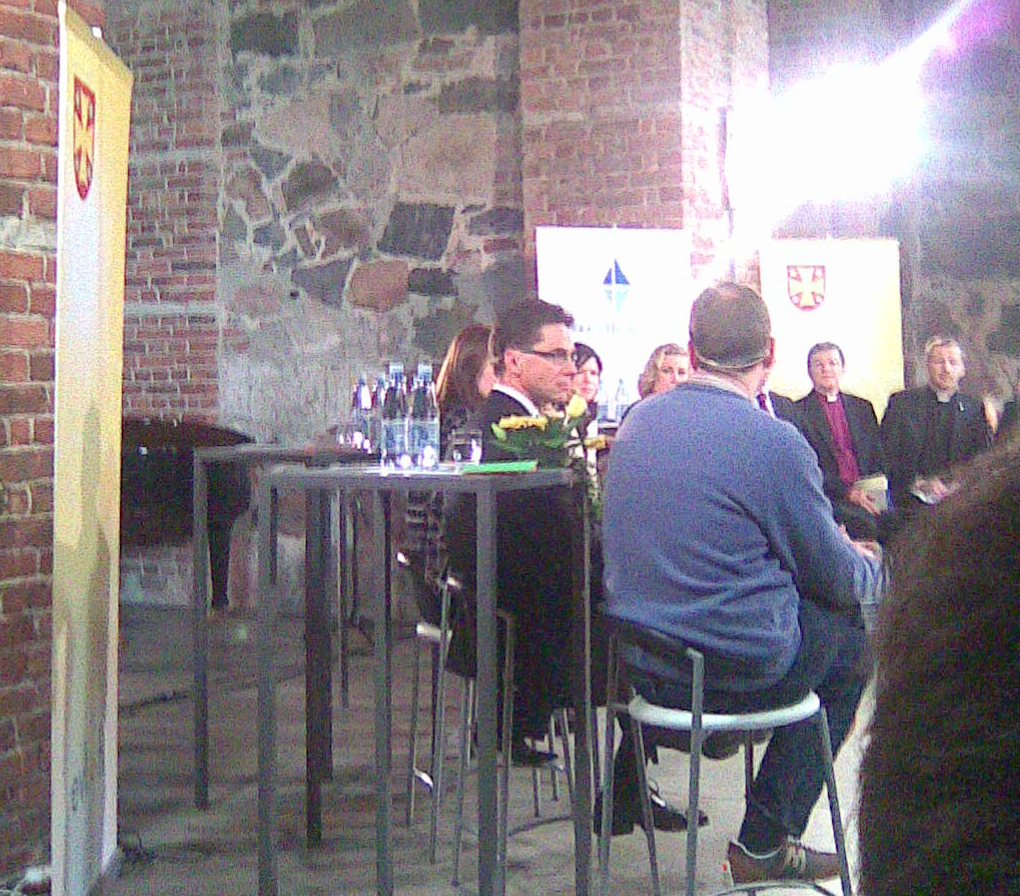
在赫尔辛基主教座堂地下室舉行的政見發表會

另一個重要議題是語言問題。瑞典語和俄語地位是關鍵議題。越來越多的民眾認為應廢除瑞典語的第二官方語言地位，因為只有極少部分民眾使用瑞典語為第一語言，且大多數政府官員不使用瑞典語。歐洲委員會的報告指出，因政府官員的語言能力欠缺以及缺少學習機會，瑞典語作為芬蘭的第二官方語言的地位長期遭到侵蝕。然而，俄語地位被認為逐漸上升，芬蘭東部數個市镇開始增加俄語在地方學校中的比重。此時，約有5.42%的民眾使用瑞典語為母語，1.01%的民眾使用俄語，0.03%的民眾使用薩米語。
此外，儘管在競選財務法有所變化，競選活動並沒有明顯減少。原因之一是臉書和其他社群媒體等網路搜尋引擎的使用率增加。《赫爾辛基日報》要求所有選區的電子選舉工作人員協助估計電子競選活動。他們表示民聯黨是可見度最高的政黨，而中間黨和社民黨也有高知名度的跨區宣傳活動。民聯黨也表示支出比過去更多。

### 各黨議題

#### 中間黨
中間黨傳統上是農民政黨，但民調顯示他們在傳統票倉的支持群眾轉向真芬黨。 該黨傳統上分自由與保守兩派，然而隨著2010年領導階層洗牌，黨中央由自由派主導。 中間黨自2003年就一直坐擁總理寶座。民調顯示基維涅米的個人支持度高於政黨支持度。 她堅定支持芬蘭參與擔保危機纏身的歐盟成員國。

#### 基督教民主黨
佩伊维·雷塞宁領導的基民黨宣布他們不會支持任何計畫同性婚姻合法化的執政聯盟。 雷塞宁也表示基督教難民應納入芬蘭難民政策中，他們比起其他宗教難民更有潛力融入社會。

#### 綠色聯盟
做為執政聯盟一元的綠盟宣布他們不參與任何計畫給予新核反應爐執照的聯盟。
綠盟招待來研究芬蘭街頭運動的德國綠黨成員。

#### 左翼联盟
做為高稅的捍衛者，左盟黨魁帕沃·阿尔欣迈基表示他們「支持收入再分配」。 左盟反對核能 且反對芬蘭參與歐盟資助葡萄牙。

#### 民族聯合黨
民聯黨傳統上是親市場經濟、親歐盟中間偏右政黨，在選後成為黨史第一次的國會最大黨。雖然數年來一直在民調中領先，但在真芬黨崛起後開始出現衰退。儘管最初為保守主義政黨，但該黨附屬智庫分析指出2000年代起自由派逐漸取得領導地位並開始轉變民聯黨意識形態。 2010年黨大會，民聯黨黨代表投票支持同性婚姻合法化。 該黨支持者普遍支持市場經濟、核能和芬蘭進入北大西洋公約組織。
在財政部長于爾基·卡泰寧領導下，民聯黨強烈支持芬蘭參與歐盟金援計畫－他所強調的「歐洲責任」。 他也邀請瑞典首相弗雷德里克·赖因费尔特觀察本次選舉。本·曲斯科维奇議員表示他無法預估赖因费尔特對選民的影響。

#### 社會民主黨
關於最受歡迎總理候選人的調查顯示，社民黨領導人尤塔·烏爾皮萊寧沒有獲得所有黨員的支持。 烏爾皮萊寧否認有領導危機。
四月初，瑞典社會民主黨新領導人霍坎·于霍爾特訪問芬蘭表達對社民黨的支持。 社民黨在選前一周也邀請其他外國政治家和部長參加競選大會。社民黨籍歐洲議員莉萨·亚孔萨里表示邀請其他國家的同僚是項傳統。該黨主要來賓是德國籍歐洲議會社會民主進步聯盟（Progressive Alliance of Socialists and Democrats）马丁·舒尔茨。在此期間，該黨也邀請贊同「銀行和投資者需要承擔責任」的瑞典社民黨政治人物玛丽塔·乌尔夫斯科格。前總理帕沃·利波寧也受邀出席，他讚揚歐盟與歐洲貨幣聯盟並表示芬蘭正處於「心理與道德衰落」的階段。 愛沙尼亞社會民主黨黨魁斯文·米克塞尔和同黨歐洲議員伊瓦里·帕達爾（Ivari Padar）也前往參與4月11日在赫爾辛基和埃斯波的競選大會，表達對「姊妹黨現場活動」的支持。米克塞尔表示「社民黨目前在愛沙尼亞獲得民眾支持，並持續上升。現在我們希望這也能在芬蘭發生」。帕達爾也表示因為芬蘭和其他國家反歐盟政黨的崛起，「這就是為什麼我個人認為向芬蘭民眾說明歐洲不該害怕很重要的原因。由於愛沙尼亞與芬蘭是唯二參與歐元區的北歐國家，我們需要區域內的強力夥伴關係。」

#### 瑞典族人民黨
瑞典族人民黨是瑞典語選民的主要政黨。民調顯示瑞語民眾對他們的支持度高達75%。 在斯特凡·瓦林領導下，該黨堅持維護學校瑞典語義務教學。瑞典族人民黨也希望保留由同黨籍移民部長阿斯特丽德·托尔斯提出的移民法。

#### 正统芬兰人党
真芬黨曾表示芬蘭不應資助金援愛爾蘭與希臘的歐洲金融穩定基金。蒂莫·索伊尼質疑：「為什麼他們（歐盟）看不見歐元起不了作用？」 該黨黨綱支持將资本利得稅從28%提高至30%，並提高酒稅。他們也反對將芬蘭的歐盟成員國身分列入憲法，且要求削減移民的社會福利。 他也建議芬蘭單方面退出歐盟排放交易體系和部分國際承諾，並認為放棄歐元是可考慮的選項。但在推測可能的部長職位時，索伊尼放棄過去的立場。當記者詢問是否會將真芬黨的主張納入政府籌組會談時，他表示那只是他個人意見，不一定要納入政府的政策綱領。他繼續表示，在憲法中加入歐盟會員身分的問題將是他們在政府籌組會談的門檻。《赫爾辛基日報》表示這些要求將證明會破壞真芬黨加入執政聯盟的機會。 真芬黨也支持繼續開展社會福利。在當時面臨福利遭到政府削減的情況下，該黨支持福利與對歐盟緊急援助的立場被認為是支持度成長的原因之一。真芬黨副主席韦萨-馬蒂·萨拉卡拉（Vesa-Matti Saarakkala）表示「真芬黨不會參加任何一個準備給予更多借款的執政聯盟」。《華爾街日報》解讀這項立場將不利歐元區安撫債券投資者。 該報也表示真芬黨可能威脅到葡萄牙的歐盟資金援助。
當時的總理基維涅米表示她準備好與芬蘭任何一個政黨合作。她對媒體表示不排除與真芬黨合作。 真芬黨與綠盟皆證實兩黨在意識形態上差異太大，無法一起加入執政聯盟。 真芬黨主要競選議題—降低難民配額、削減國外援助和芬蘭捐助歐盟—被視為是聯盟會談的阻礙。

### 辯論

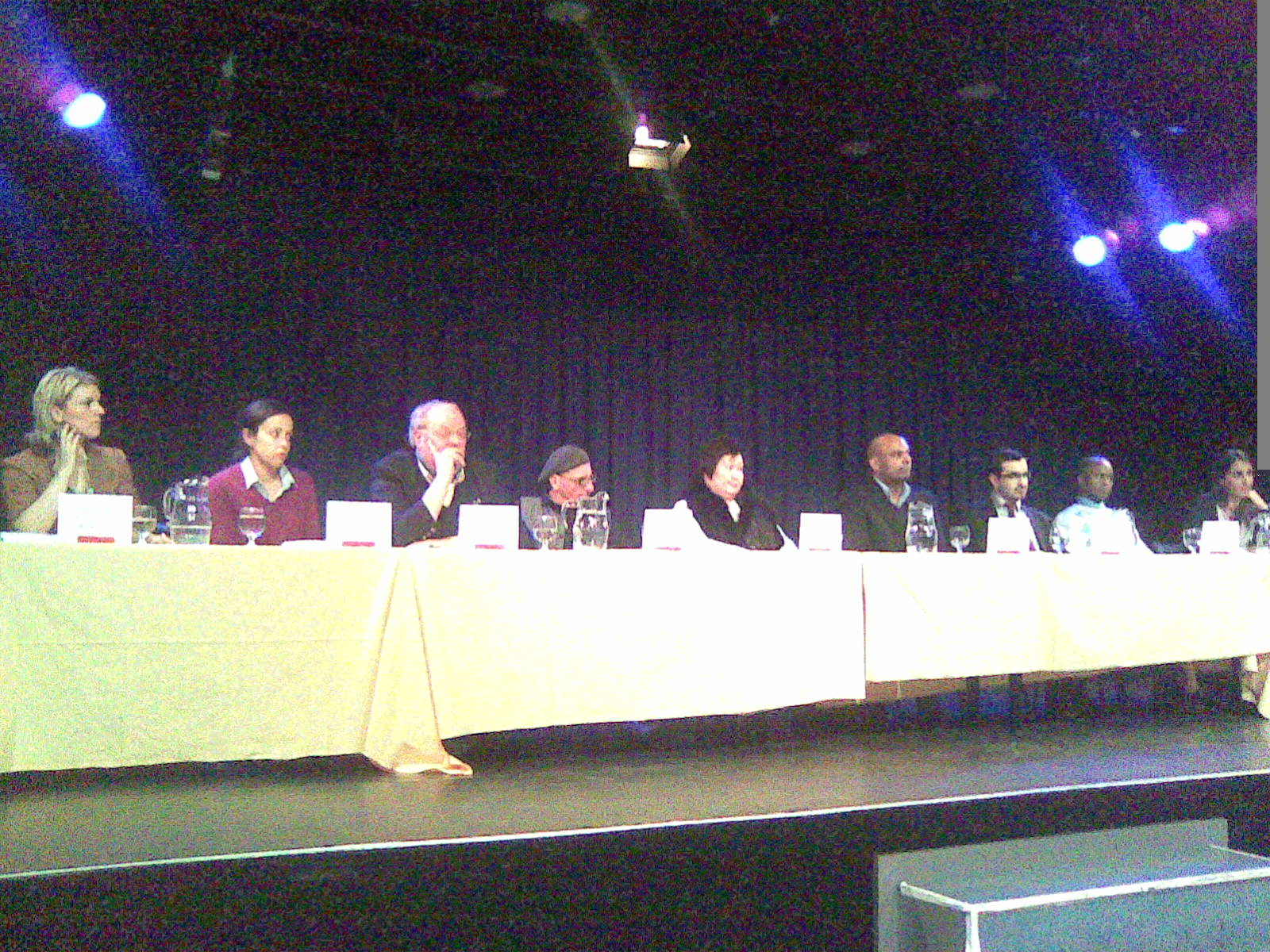
位於赫爾辛基國際文化中心 (Caisa) 的政見發表會

二月，芬蘭企業與政策論壇邀請三大黨進行辯論。民聯黨卡泰寧表示根據二月民調，現在有來自四大黨的四位總理候選人。然而真芬黨主席兼歐洲議員蒂莫·索伊尼因為之前民調結果不同而被排除在外。三黨皆堅持退休年齡不得低於63歲。社民黨黨魁烏爾皮萊寧表示該黨代表減少領退休金人士的需求，而提高退休年齡是減少退休金的手段之一。她提出過去的退休年齡法為65歲，63歲已比65歲為低。烏爾皮萊寧也補充，由於殘疾退休人士的比例大，年輕人應在畢業後迅速加入勞動市場。卡泰寧和中間黨黨魁基維涅米表示他們會考慮提高退休年齡以延長工作生涯。基維涅米表示，「我們大企業的董事退休年齡在59至60歲」，同時，「出現應延長工作的需求」。烏爾皮萊寧也表示降低食物的增值稅是錯誤的，但她也認為不應提高稅率。
3月31日，國營的芬蘭廣播公司在坦佩雷舉辦第一次電視轉播的總理候選人辯論會，民調中領先的四黨黨魁皆出席參與。歐洲主權債務危機在辯論中成為重要議題，執政聯盟領袖卡泰寧與基維涅米為芬蘭參與紓困爆發債務危機的歐盟成員國政策辯護，主張若不資助，依賴出口至歐洲國家的芬蘭將可能陷入另一次經濟衰退。反對黨領袖索伊尼與烏爾皮萊寧否認這番言論，認為這些國家應先進行自身的財務重組。烏爾皮萊寧不完全反對緊急援助這些國家，但堅持歐洲銀行界應扮演更大的角色。索伊尼繼續批評歐元，重申貨幣聯盟重未進行公投—他堅持立場反對芬蘭擔保借貸給歐債國家，並將接下來的選舉視為此項議題的公投。在其他經濟議題，基維涅米持續主張街下來數年的縮減支出沒有必要—遭到其他領導人的反對。烏爾皮萊寧和卡泰寧希望建少軍事支出；索伊尼質疑此項主張，認為應減少援助和移民相關費用。
4月6日，MTV3電視台舉辦一場由所有議會政黨參加的辯論會。在關於芬蘭參與北約2011年利比亞內戰軍事行動的問題中，索伊尼表示「芬蘭不應捲入戰爭」。此言論獲得左盟黨魁帕沃·阿尔欣迈基的支持，但遭到其他政黨反對。 所有反對黨皆批評政府的稅務政策是企圖建立單一稅制度。 關於能源政策，民聯黨、真芬黨和社民黨皆支持建造更多的核電廠已達到能源自給自足。卡泰寧表示「我們需要決定從俄羅斯進口能源或是自己製造」，而索伊尼指出鋼鐵業不能只有風力能源—其他五黨領袖則持反對立場，部分領導人支持建造更多的可再生能源基礎建設。綠盟的安妮·辛内迈基表示「不是所有可再生能源都很昂貴」，而烏爾皮萊寧主張2010年夏季核准兩座核電廠執照後，需暫停考慮任何進一步的核能計畫。 瑞典族人民黨的斯特凡·瓦林是唯一一個政黨領袖願意強迫市镇接受被分配的難民。
4月13日，MTV3舉辦另一場辯論，由四大黨領袖參與。四黨領袖重申對歐盟援助葡萄牙的立場。卡泰寧與基維涅米贊成歐盟紓困，主張為了確保歐洲經濟穩定與芬蘭利益，紓困是必要做法。烏爾皮萊寧與索伊尼反對，前者要求銀行界與投資者擔負更多責任，後者重申歐元區在葡萄牙、希臘等國家參與下可能無法正常運作。索伊尼也批評執政聯盟聲稱若救市失敗，失業率將不斷上升的威脅。在其他議題上，卡泰寧如稍早主張的，希望提高退休年齡，而烏爾皮萊寧宣布社民黨將不參與任何計畫推行此方案的聯盟。 卡泰寧是唯一一個政黨領袖支持芬蘭加入北約。然而，他表示因多數芬蘭人反對，未來四年沒有任何加入北約的可能性。
芬蘭廣播公司的第二次辯論會在4月14日舉行，是選前最後一場辯論會，邀請全部8組議會政黨參與。經濟是本場辯論的主要議題。烏爾皮萊寧重申任政府準備進一步推動單一稅。她也指控政府犧牲窮人為富人爭取利益。卡泰寧否認這項指控，但兩大主要執政黨，民聯黨與中間黨，是唯二反對增加失業人口社會救濟補助的政黨。 總理基維涅米過去未對削減支出表達意見，但在辯論中她輕率的提出削減公共部門與國防軍支出。不過，她仍主張未來數年若經濟持續成長，沒有必要縮減支出。 縮減國防支出獲得多數政黨支持，但索伊尼認為國防安全不能依靠經濟推測。 辯論會也對2007年競選資金醜聞進行討論。基維涅米承認錯誤。索伊尼稱為處理不當的腐敗實例，很高興被揭發。基維涅米謹慎的對他表示報刊也報導真芬黨的事件。索伊尼回覆：「報刊？你的人被審訊！」

### 爭議
4月10日晚上，反對毛皮產業制度化的動物權利活動人士在赫爾辛基和圖爾庫破壞大量中間黨選舉看板。 有著總理基維涅米肖像的海報被換成血盆大口的基維涅米照片，並寫著「你希望終結籠子裡的動物嗎？－我也是。」基維涅米獲得毛皮產業的支持。 在一篇芬蘭廣播公司的評論中，中間黨秘書蒂莫·拉尼寧（Timo Laaninen）譴責這項行動是「嚴重違反民主秩序，將面臨嚴厲的抵制手段」，志工在4月13日恢復受破壞的告示牌。綠盟籍司法部長图伊娅·布拉克斯譴責這次故意破壞公物的活動另人擔憂且違法，呼籲公民回報所有破壞行為，讓政黨更換看板並將罪犯繩之以法。 其他政黨的選舉刊版也受到破壞，造成額外費用。 中間黨正式控告這些破壞行為。 警方開始對事件展開調查。
真芬黨黨工的部分競選活動引起爭議。多數投訴來自赫爾辛基地區。新地選區的左盟候選人尤西·萨拉莫對他們的行動表示「我參與12年政治，我從來沒有見過這樣的過激行為。」他在萬塔停放競選拖車遭到真芬黨阻撓，表示那是要保留給黨魁索伊尼。真芬黨候選人米卡·尼科表示攝入這次事件的人士不再從事輔選活動並向萨拉莫道歉，但他仍認為競選拖車的停放是挑釁行為：「有人試圖挑釁但我不贊成」，並補充說真芬黨志工「來自各地」，不可能預先查清每個人。他更進一步表示真芬黨支持者也被列為挑釁行為的目標。「一個月前我們沒辦口語辱罵，但現在你可聽到各種言語」。"國外出生的社民黨參選人兰比尔·索迪（Ranbir Sodhi）據說在萬塔遭真芬黨支持者辱罵「滾回自己可以當政治人物的國家」。然而一周後，他表示那些群眾前來道歉。民聯黨議員赖亚·瓦哈萨洛（Raija Vahasalo）也抱怨真芬黨在他的競選活動中散發傳單，指她支持瑞語居民分配地方學校基金。這次行動是兩名無法成為議員的真芬黨黨員所發起。真芬黨候選人佩卡·西尼萨洛（Pekka Sinisalo）表示，他沒收了剩下的傳單。「我不允許攻擊瓦哈萨洛個人。選舉熱情讓這些人沖昏頭」。因為芬蘭不常見負面競選活動，使得這次行為引發爭議。各大黨秘書長聚會討論對於剩餘競選活動的基本規範，但真芬黨奥西·桑德维克（Ossi Sandvik）無法合作。

## 民意調查
研究機構「經濟研究」（Taloustutkimus）每月在芬蘭廣播公司公布電話民調結果。自2007年4月，每月的樣本大小在2,900–3,900，誤差範圍約1.8%。（民調不包括有獨自政黨系統的奧蘭群島）  不過也有其他較不頻繁的民意調查。
真芬黨自上次大選後支持度持續上升，成為四大政黨之一。根據「經濟研究」報告，真芬黨的支持度從2010年1月的6.4%急速成長至3月的17.2%，傳統三大黨民聯黨、中間黨和社民黨支持度皆下滑。

## 選舉

各市镇最大政黨
民族聯合黨
社會民主黨
正统芬兰人党
中間黨
左翼联盟
瑞典族人民黨
基督教民主黨

本次選舉受到國際媒體的關注。80組各國媒體提出申請報導選情。記者也向各黨代表提出問題。外交部在結果即將揭曉前，透過口譯員廣播實況。多數記者希望能了解真芬黨與其背景。隔天，外交部邀請赫爾辛基大學政經學系教授揚·桑德伯格（Jan Sundberg）分析結果。他被問到真芬黨崛起的原因以及與其他歐洲民粹運動的先關性。在會上也討論新政府的籌組以及不同背景政黨間如何透過政府籌組對談取得共識。桑德伯格認為數周後就可達成協議。
提前投票
提前投票結束時，共有1,249,198人投票，投票率31.2%。前次選舉的投票率為29.2%。 芬蘭總統塔里婭·哈洛寧也參與提前投票。不過，提前投票也發生一些問題，如德國從4月9日延至11日。 這次僑民投票較以往踴躍，從2007年的8.6% 提升至15%。 外交部表示228,000合格僑民中共有35,049名參與投票。
提前投票在全國901個投票站舉行。僑民投票在4月6日至9日於全球241個大使館和辦事處舉行。提前投票使用的是全國電子選民名單，但4月17日當天，選民只能在指定的地方投票站投票。 另外，有400名芬蘭人在船上投票。
然而，儘管進行大規模的提前投票，競選依然激烈。各黨在最後數天試圖贏得被認為選情關鍵的未決定選民。在政黨和候選人議題已廣為人知後，重要的最後數天則是展現「形象與個人影響力」。揚·桑德伯格表示「全球越來越多的危機，對反對黨越有利」。
結果
反現任導致47名現任議員落選，包括中間黨籍外貿與發展部長帕沃·韦于吕宁和民族聯合黨籍通訊部長苏薇·林登（Suvi Lindén）。其他知名落選議員包括中間黨籍前農業部長尤哈·科尔凯亚奥亚（Juha Korkeaoja）、中間黨籍副主席蒂莫·考尼斯托（Timo Kaunisto）和民族聯合黨籍、2007年最高票女性參選人玛丽亚·蒂乌拉。
真芬黨黨魁蒂莫·索伊尼以43,437票成為第一高票，民聯黨亚历山大·斯图布以41,768名列第二。 新議會共有115名男性議員與85名女性議員。
| 政黨           | 政黨                               | 得票數    | 得票數    | 得票數 | 得票數    | 議員席次 | 議員席次 | 議員席次 | 席次%/得票率% | 席次%/得票率% |
| 政黨           | 政黨                               | #         | ±游離票數 | %      | ±游離票率 | #        | ±        | %        |               | 席次增減      |
| -------------- | ---------------------------------- | --------- | --------- | ------ | --------- | -------- | -------- | -------- | ------------- | ------------- |
|                | 民族聯合黨                         | 599,138   | ▼17,703   | 20.4   | ▼1.9      | 44       | ▼6       | 22.0     | 1.08          | ▼0.04         |
|                | 芬蘭社會民主黨                     | 561,558   | ▼32,636   | 19.1   | ▼2.3      | 42       | ▼3       | 21.0     | 1.10          | ▲0.05         |
|                | 正统芬兰人党                       | 560,075   | ▲447,819  | 19.1   | ▲15.0     | 39       | ▲34      | 19.5     | 1.02          | ▲0.40         |
|                | 中間黨                             | 463,266   | ▼177,162  | 15.8   | ▼7.3      | 35       | ▼16      | 17.5     | 1.11          | ▲0.01         |
|                | 左翼联盟                           | 239,039   | ▼5,257    | 8.1    | ▼0.7      | 14       | ▼3       | 7.0      | 0.86          | ▼0.10         |
|                | 綠色聯盟                           | 213,172   | ▼21,257   | 7.3    | ▼1.2      | 10       | ▼5       | 5.0      | 0.68          | ▼0.21         |
|                | 芬蘭瑞典族人民黨                   | 125,785   | ▼735      | 4.3    | ▼0.3      | 9        | ━ 0      | 4.5      | 1.05          | ▲0.07         |
|                | 芬兰基督教民主党                   | 118,453   | ▼16,337   | 4.0    | ▼0.9      | 6        | ▼1       | 3.0      | 0.75          | ▲0.03         |
| 奥兰联盟       | 奥兰联盟                           | 8,546     | ▼1,015    | 0.3    | ━ 0.0     | 1        | ━ 0      | 0.5      | 1.67          | ▲0.57         |
|                | 執政聯盟                           | 1,401,361 | ▼216,857  | 48.2   | ▼10.8     | 99       | ▼27      | 49.5     | 1.03          | ▼0.04         |
|                | 反對黨                             | 1,479,125 | ▲393,589  | 51.8   | ▲10.8     | 101      | ▲27      | 50.5     | 0.97          | ▲0.04         |
| 總合           | 總合                               | 2,889,032 | ▲185,278  | 98.5   | ▲0.6      | 200      |          | 100.0    | 1.02          |               |
|                |                                    |           |           |        |           |          |          |          |               |               |
| 其他非議會政黨 |                                    |           |           |        |           |          |          |          |               |               |
|                | 海盜黨                             | 15,103    | ▲15,103   | 0.5    | ▲0.5      | 0        | ━ 0      | 0        | 0             | ━ 0           |
|                | 芬蘭共產黨                         | 9,232     | ▼9,045    | 0.3    | ▼0.4      | 0        | ━ 0      | 0        | 0             | ━ 0           |
|                | 变革2011                           | 7,504     | ▲7,504    | 0.3    | ▲0.3      | 0        | ━ 0      | 0        | 0             | ━ 0           |
|                | 自由黨                             | 4,285     | ▲4,285    | 0.1    | ▲0.1      | 0        | ━ 0      | 0        | 0             | ━ 0           |
|                | 独立党                             | 3,236     | ▼2,305    | 0.1    | ▼0.1      | 0        | ━ 0      | 0        | 0             | ━ 0           |
|                | 芬蘭老年公民黨                     | 3,195     | ▼13,520   | 0.1    | ▼0.5      | 0        | ━ 0      | 0        | 0             | ━ 0           |
|                | 芬蘭工人黨                         | 1,857     | ▲93       | 0.1    | ━ 0.0     | 0        | ━ 0      | 0        | 0             | ━ 0           |
|                | 共产主义工人党－争取和平与社会主义 | 1,575     | ▼432      | 0.1    | ━ 0.0     | 0        | ━ 0      | 0        | 0             | ━ 0           |
|                | 为了穷人                           | 1,335     | ▼1,186    | 0.0    | ▼0.1      | 0        | ━ 0      | 0        | 0             | ━ 0           |
|                | 其它政党                           | 11,763    | ▼825      | 0.4    | ▼0.1      | 0        | ━ 0      | 0        | 0             | ━ 0           |
|                |                                    |           |           |        |           |          |          |          |               |               |
| 投票率         | 投票率                             | 2,931,817 | ▲159,018  | 70.5   | ▲2.6      |          |          |          |               |               |
| 選民           | 選民                               | 4,159,857 | ▲76,308   |        |           |          |          |          |               |               |

1. ↑  Election result service 2011, 2007. Ministry of Justice Finland. 〔2011-04-20〕.
2. ↑  奥兰联盟为奥兰自治区中专为竞选芬兰议会预留的一个席位而由多个本地政党组成的联盟。

伊莉莎白·瑙克勒當選奧蘭群島代表。 在议会里她将归入芬兰瑞典族人民党党团里。
各市镇四大黨選舉結果：
|            |            |              |        |
| 民族聯合黨 | 社會民主黨 | 正统芬兰人党 | 中間黨 |

### 反應

#### 政治
國內
民族聯合黨黨魁于爾基·卡泰寧在提到政府籌組會談時表示「這是個挑戰，但這是政治家的職責去解決問題」，並補充說「我們會度過的」。該黨第一高票亚历山大·斯图布表示「很難不讓擁有39席議員的政黨入主政府」。如果能找到雙方的妥協方案，他認為民聯黨可以讓真芬黨進入政府。他也試著淡化外部對真芬黨入主政府的疑慮：「我們芬蘭人是非常務實和負責的」。他也表示「80%芬蘭人支持歐洲和紓困」。
儘管得票下滑，瑞典族人民黨仍維持住議會席次。黨主席斯特凡·瓦林形容為有趣的選舉結果。
超國家組織
- 欧洲联盟 – 一位歐盟不具名代表表示結果「不影響對葡萄牙的援助」。[117] 一名發言人表示「計畫沒有改變。與葡萄牙協商正在進行。當然，我們不會干預芬蘭政府籌組。我們有信心成員國會實現承諾。」[118]

國家
- 葡萄牙 – 前總統馬里奧·蘇亞雷斯表示芬蘭將成為「極端保守主義」國家。他也回想起對芬蘭前總理卡萊維·索爾薩的正面回憶，稱現在這些政治人物希望控制對葡萄牙有敵意的芬蘭「侏儒」。[119]
- 瑞典 – 首相弗雷德里克·賴因費爾特恭賀于爾基·卡泰寧，並稱民族聯合黨是瑞典溫和黨的姊妹黨。[120] 不過，外交大臣卡爾·比爾特在談到真芬黨的勝利時，擔心芬蘭可能會疏離北歐五國與歐洲。[121]
  - 經歷驚人選舉結果的瑞典民主黨黨魁伊米·奧克松表示結果令人高興，他的政黨與真芬黨在批評歐洲與移民議題上有相同看法。[120]
- 英国 – 英國獨立黨黨魁奈杰尔·法拉奇恭賀蒂莫·索伊尼，表示他證明了歐洲懷疑主義運動的實力。[122]（兩黨在歐洲議會皆為自由和直接民主欧洲成員）

經濟
因推測真芬黨勝利將可能阻礙歐盟救助葡萄牙，歐元兌美元在選前兩個交易日下跌。 有人認為這是美元跌至一年來新低所致。但其中一個證明是，選前最後一個交易日，美元因為對歐盟的信心動搖而升值，導致看空的交易人補回開放部位。另一強力證明是歐盟領導人擔心真芬黨與社民黨可能讓芬蘭未來無法支持任何紓困方案。 對歐元的擔憂在選舉中急速成長 並對結果感到擔憂。歐元區的股市也感到不安，更進一步影響預計在五月中旬結束的紓困會談。雖然沒有跡象顯示會談生變，但「謹慎」已成為當時的「口號」。
媒體
《赫爾辛基日報》稱此結果「令人震驚」與「非同尋常」之外，並稱之「抗議投票」。 選後的社論中提到，做為選舉最大贏家，真芬黨有權利與責任入主聯合政府。然而，不確定該黨是否能與民族聯合黨達成共識。
國際媒體也指出這次選舉可能形成新政府對紓困葡萄牙的障礙。 《金融時報》和《華爾街日報》表示選舉結果將使得紓困葡萄牙的情況更為複雜。英國廣播公司稱這次結果是「直達歐盟的震動」。《衛報》的一篇文章中寫道：
這些勝利打入了這些國家的複雜政治。從遠處看，他們都是開放、成功、外部導向。從內部來看，他們滿足了民眾的恐懼，移民與歐盟成員國挑戰了傳統北歐生活方式。從某些角度來看，芬蘭加入歐盟證明他們不再是弱小、貧窮、乖巧的北歐鄰居。
歐洲民粹主義浪潮興起有兩個理由：這些「運動打進了對歐洲政治主流政黨強烈的不滿情緒中。每個資金醜聞、每個政治人物貪污，助長了這些政黨。在財務困難時缺乏果斷領導者的歐盟成為這些憤怒進一步的焦點」。這些民粹的感染力需要「身邊的敵人。這敵人是來自外界的事物－移民。反移民是這些政黨在政治上唯一的共通語言。許多主流政治人物如大衛·卡麥隆或安格拉·梅克爾開始使用這個詞彙。再加上金融危機和增長停滯對歐洲民眾造成傷害，讓民粹主義者擁有可使用的素材。」「傳統方法」或許會是解決方案，英國當地報紙表示「希望不要憎恨」（Hope Not Hate）是最有效的工具，但只能藉由「揭露民粹政黨極端行為」解決部分問題。該報也表示位於政治光譜兩側的主流政黨須確保禮儀與道德的高標準，明確闡述積極且樂觀的經濟政治解決方案，而不是只用民粹詞彙。
倫敦證券交易所也認為這結果可能成為紓困的障礙。

### 分析
芬蘭廣播公司選舉分析家里斯托·烏伊莫寧（Risto Uimonen）認為三大黨在許多議題上立場分歧，預計這次是「1970年代以來最艱難的政府籌組談判」。 部分分析家表示政府籌組會談因為歐元區紓困、稅收、養老金改革，對外援助和移民等議題上的差異，時間可能長達數周至數月。 赫爾辛基大學政治科學家帕西·绍科宁（Pasi Saukkonen）將丹麥和愛爾蘭的類似歐盟公投做比較，他認為這些爭議議題通常最終都能解決。

#### 中間黨
總理基維涅米在這次選舉遭受嚴重挫敗。這次也是黨史和二戰後芬蘭政治史上最嚴重的敗選。基維涅米稱這次敗選是場災難，並表示中間黨將成為反對黨。 中間黨在奧盧地區支持度最高，達33.4%，最低地區在赫爾辛基，只有4.5%。

#### 基督教民主黨
基民黨黨魁佩伊维·雷塞宁認為在與這次她所稱的「政治風暴」中相比，僅失去一席損失不大。 基民黨在坎塔海梅选區支持率最高，達6.8%，拉普蘭地區則只有1.6%。

#### 綠色聯盟
綠盟失去三分之一席次，黨主席安妮·辛内迈基表示「黨所提倡的目標與價值遭受挫敗」。她還表示綠盟將擔任反對黨。 辛内迈基也考慮辭去黨主席。 最後，她再次參加補選，但僅列第三，由維勒·尼尼斯托出線當選黨魁。 綠盟在赫爾辛基地區有最高支持率16.7%，而在瓦薩地區則低到1.4%。

#### 左翼联盟
儘管左盟失去部分席次，但在媒體聚焦在四大黨的情況下，黨魁帕沃·阿尔欣迈基仍相當滿意這次選舉的表現。阿尔欣迈基在他參選的赫爾辛基選區獲得最多個人票數。 左盟在拉普蘭的支持度達16.7%，南薩沃尼亞地區只有2.2%。

#### 民族聯合黨
儘管支持度下滑，民聯黨仍成為黨史上首次的國會第一大黨。 民聯黨票倉在新地區，支持度達28.4%。最低得票率在北卡累利阿的10.5%。

#### 社會民主黨
雖然社民黨席次僅優於1962年，黨魁尤塔·烏爾皮萊寧仍對於成為第二大黨感到滿意。 北卡累利阿為社民黨票倉，支持度達26.4%，但在奧盧地區則只有11%。

#### 瑞典族人民黨
瑞典族人民黨在瓦薩地區拿下19.4%的得票率，最低地區為奧盧的0.2%。該黨也是唯一一組沒有在全部選區推出候選人的政黨。

#### 正统芬兰人党
真芬黨創下黨史最輝煌成績，15%的增幅也是芬蘭二戰後最大的選舉勝利。 該黨在薩塔昆塔區得票率達23.6%，最低得票率出現在赫爾辛基的13%。 有人認為真芬黨的崛起是因為他們是由「具口語敏銳度和政治靈敏度」的索伊尼所領導的「一人政黨」，造成真芬黨這次「芬蘭多黨政治下能取得的最大勝利」。 除了赫爾辛基，真芬黨支持者遍及全國。 真芬黨在基赫尼厄拿下最高得票率53.2% — 主要是候選人莱娅·梅基佩（Lea Mäkipää）囊括665張選票，得票率接近50%。 四個「芬蘭精神」（Suomen Sisu）組織成員當選真芬黨議員。

## 政府籌組
做為第一大黨民聯黨黨魁，卡泰寧受命籌組新的聯合政府。他表示選舉結果支持成立一個由三大黨（民聯黨、社民黨、真芬黨）組成的政府。 一般認為最大的問題在於歐盟紓困政策，真芬黨在這個議題上與其他兩黨的立場對立。 政府籌組協商在4月24日展開，基維涅米內閣宣布將在4月29日總辭，在新內閣上任前擔任看守內閣。
5月12日，真芬黨宣布因紓困議題退出政黨協商。索伊尼表示他會忠於真芬黨選舉承諾，在黨的核心原則下不會妥協。 在索伊尼表達立場後，卡泰寧邀請社民黨、綠盟、瑞典族人民黨、基民黨進行籌組協商。 5月18日，卡泰寧宣布他將邀請左盟加入協商。左盟的參與是社民黨的要求。
6月17日，六黨達成協議組成聯合政府。卡泰寧內閣19名閣員，民聯黨與社民黨各分得六名，左盟、綠盟與瑞典族人民黨各有兩位，基民黨取得一位。 民聯黨、社民黨、瑞典族人民黨 和基民黨 在6月18日宣布閣員人選，而許多知名黨員反對加入政府的左盟在6月19日宣布閣員。 綠盟在6月20日公布閣員人選。 6月22日，卡泰寧在議會以118票贊成、72票反對當選總理。兩名左盟議員投下反對票，後遭左盟黨團譴責。 同日下午，總統塔里婭·哈洛寧在政府宮宣布新政府正式就任。

## 外部連結
- http://web.eduskunta.fi/Resource.phx/parliament/aboutparliament/presentation/elections.htx[ 議會選舉指南] （页面存档备份，存于） – 芬蘭議會
- NSD: 歐洲選舉資料庫 – 芬蘭